# Coptomma sticticum
Coptomma sticticum là một loài bọ cánh cứng trong họ Cerambycidae.